# Nick Holmes
Nick Holmes (Reino Unido, 7 de janeiro de 1971) é um cantor britânico conhecido por seu trabalho na banda de heavy metal Paradise Lost. Recentemente o músico também ingressou na banda sueca Bloodbath.[carece de fontes?]